# ラシズム
ラシズム（英語: Rashism, Ruscism, Russism、ウクライナ語: рашизм, русизм）は20世紀後半から21世紀初頭のロシアの統治体制の政治イデオロギー、社会的慣行について用いられる蔑称である。「ロシア」と「ファシズム」のかばん語。
2022年4月14日、ウクライナのヴェルホーヴナ・ラーダはロシア連邦を全体主義ネオナチ政権を持つテロ国家と宣言し、その宣伝と、ウクライナに対するロシアの侵略行為の宣伝を禁止した。